# Carolina (Alabama)
Carolina – miasto w Stanach Zjednoczonych, w stanie Alabama, w hrabstwie Covington. W roku 2023 miasto zamieszkiwało 289 osób, a gęstość zaludnienia wynosiła 100 osób/km².